# 塞德爾恰尼

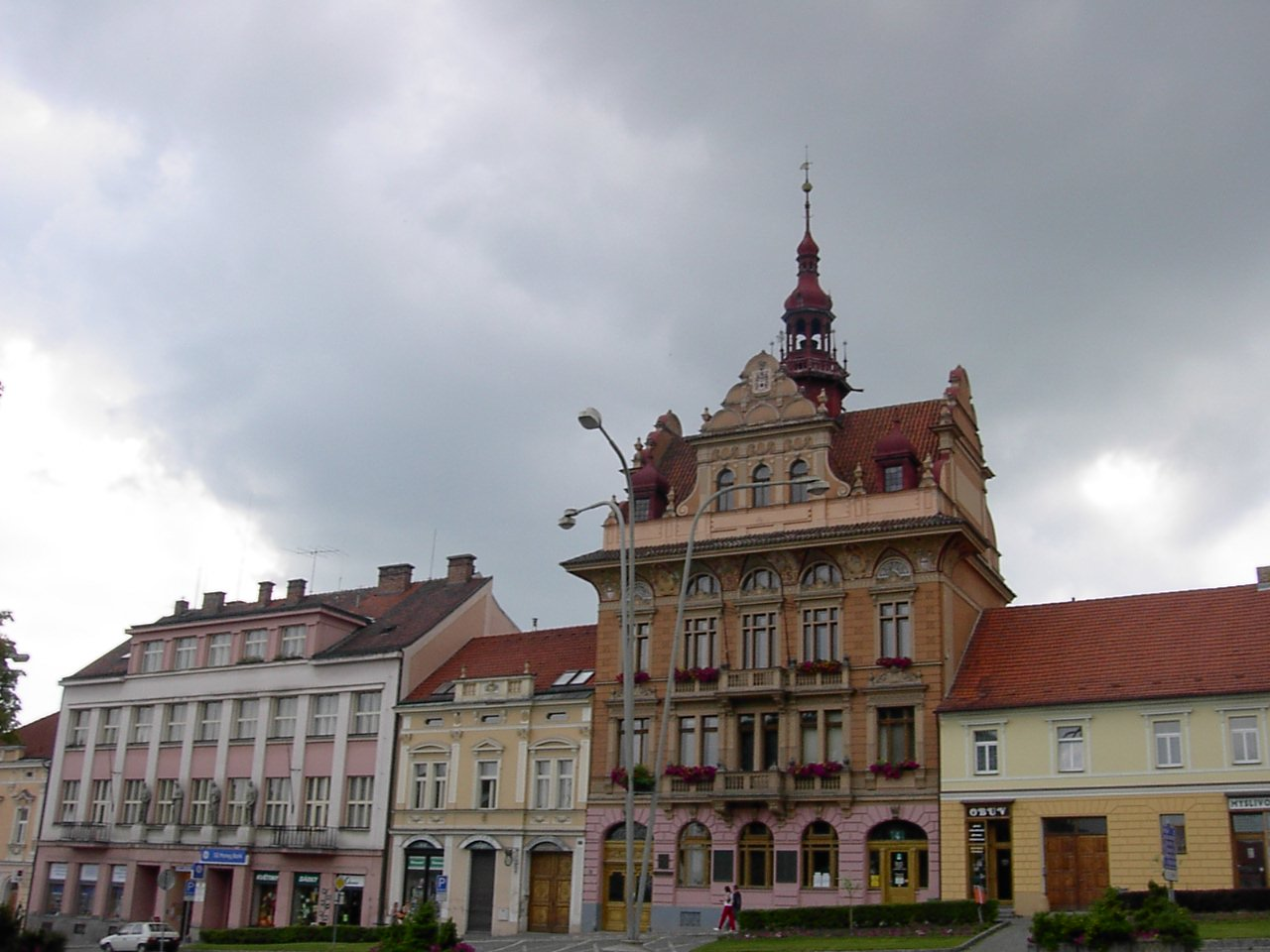

塞德爾恰尼是捷克的城鎮，位於該國中部，距離普日布拉姆30公里，由中波希米亞州負責管轄，面積36.47平方公里，海拔高度321米，2012年人口7,552。

## 外部連結
- Official website （页面存档备份，存于）